# Torocca fasciata
Torocca fasciata är en tvåvingeart som först beskrevs av Townsend 1919.  Torocca fasciata ingår i släktet Torocca och familjen parasitflugor.
Artens utbredningsområde är Sri Lanka. Inga underarter finns listade i Catalogue of Life.